# Kyūketsu Yūgi
Kyūketsu Yūgi (吸血遊戯 Kyūketsu Yūgi?) es un manga escrito e ilustrado por el artista, Judal. En un principio funcionó como un manga mensual de la revista Wings, con su último capítulo por entregas en la edición de noviembre de 2004. La serie cuenta con 15 volúmenes en total. Fue licenciado en los Estados Unidos por Tokyopop.

## Historia
Hace cien años, el vampiro Rey Duzell condujo una guerra contra los humanos y el reino de Pheliosta, simplemente porque estaba aburrido. En la épica batalla final, el Rey Phelios derrotó a Duzell utilizando un poderoso hechizo que usa la fuerza de vida del lanzador como un arma para destruir al enemigo, pero también le quita la vida al lanzador en el proceso. Dado que cuando agonizaba, Duzell juró que volvería a nacer en el lapso de un siglo, y que iba a encontrar la reencarnación Phelios para matarlo.
Noventa y nueve años y medio más tarde, el espíritu de Duzell se acerca a un gato salvaje llamado kyawl, que ofrece una sociedad, como los gatitos del kyawl habían muerto y la gata busca vengarse de aquellos que los atormentaba. Por desgracia, el kyawl mató a un hombre inocente en el proceso, dejando a un niño pequeño, Roy, huérfano. El kyawl le dice a Duzell después de que ella venga a sus gatitos, que ella daría a luz un hijo, y Duzell podía refugiarse en su cuerpo, sin embargo, ella se sacrificaría para detener el ciclo de la venganza.
La princesa Ishtar de Pheliosta, bisnieta de Phelios, queda atrapada en la trama, cuando los habitantes del pueblo atacado por el kyawl llevan un informe de la prueba. De que los kyawls no son carnívoros, el ataque parece vampirismo. Mientras el asunto se desestimó por el consejero de Ishtar, Sir Keld, Ishtar se va para investigar en el disfraz de un santo caballero, con las espada de Sidia. Como resultado, su guardaespaldas, el capitán Darres, la sigue.
Ishtar se encuentra con Roy después de que su padre fue encontrado muerto, y cuando entra en la historia, Duzell ve la espada de Sidia, y le dice al kyawl que tiene que probar la sangre de Ishtar, para ver si ella es la reencarnación de Phelios. Él intenta atacarla, pero Darres aparece y mata al kyawl. En sus últimos momentos, la kyawl da a luz a un gatito que alberga el alma de Duzell. Como Roy no quiso vengarse del gatito, el ciclo de odio se terminó, y entonces Ishtar adopta a Duzell como mascota, incluso después de que él la muerde (y de paso descubre que ella no es la reencarnación Phelios). Esto lleva al gatito ser nombrado Duzell.
Duzell recupera algunos de sus poderes y usa el sabor de la sangre de Ishtar para convertirse en un doble masculino de ella, tomando su lugar mientras la princesa está haciendo novillos. En un intento de averiguar cuántos descendientes tiene Phelios, y lo que son, Duzell intenta utilizar un hechizo de la verdad en el tutor de Ishtar, Yujinn, pero resulta contraproducente cuando Yujinn se las arregla para repeler y revelar la apariencia no humana de Duzell. Duzell escapa, sólo para encontrarse con Ishtar, que acepta la situación con notable aplomo y mantiene la farsa también, aunque es dudoso el número de personas que engañan.
Una vez Ishtar tiene un momento para hablar con Duzell en privado, ella le dice que va a mirar hacia fuera para él, ya que tiene muy poca gente que le preocupa. A pesar de no ganar o merecer su confianza, Duzell confiesa su verdadera identidad como el rey de los vampiros, sólo para ofrecerle su ayuda a Ishtar en su búsqueda. Ishtar tiene sus propios rencores contra la monarquía, una carga que no quiere, por diversas razones, y Duzell le dice el lugar perfecto para comenzar: un concurso de lucha se va a celebrar en la aldea vecina La Naan, donde Ishtar tiene una tía y tres primos.
A partir de ahí, la historia se vuelve cómica, una aventura ingeniosa que se extiende por todo el reino, y afecta a todos en él: amigos, aliados, enemigos, la familia y la gente común.

## Personajes

### Principales
Ishtar
Es la princesa de Pheliosta, tiene 15 años y es la dueña del trono debido a que sus padres murieron en su infancia. Es desafiante y obstinada, Ishtar consigue lo que quiere y es conocido por haber huido y causando problemas. Ishtar se enamora de Darres y echaría La Gamme para él - el hechizo que Phelios usó para destruir a Duzell a costa de su vida, finalmente se casa con Darres ya a la edad de 20 años dio a luz a dos niños.
Duzell
Es el temido rey vampiro. Cuando aún estaba con vida, antes de su batalla con Phelios, Duzell infundió temor en todos los corazones, humanos y vampiros por igual. Era muy cruel y comenzó "la dominación del mundo" porque estaba aburrido de su inmortalidad. Ahora, en su reencarnación, se ha suavizado considerablemente con Ishtar. Aunque su verdadera forma es un kyawl (una criatura felina) que es capaz de transformarse en cualquier ser del que extrae sangre. Con el tiempo se convierte en lo suficientemente fuerte como para asumir su forma de vampiro original. Cuando alcanza esta forma, Duzell se hace pasar por el médico de Ishtar.
Darres
Tiene 27 años. Es el guardaespaldas de Ishtar que fue empleado por primera vez hace diez años, cuando tenía diecisiete años y ella tenía cinco años. Él es un experto esgrimista. A menudo tiene que perseguir a Ishtar cuando ella se escapa o trata de arreglar las cosas que ella ha arruinado. Él es en realidad muy tonto para muchas cosas (especialmente las mujeres) y es ajeno al profundo amor que Ishtar siente por él.
Yujinn
Yujinn es en realidad el primo Yuujel de Ishtar y se hace pasar por su tutor de hechicería. Él es conocido por ser muy mujeriego. Lucy sugirió que Yuujin es muy apegado a Ishtar y que iba a ponerse en peligro por ella. A pesar de que muestra afecto hacia Ishtar, constantemente trata de armar a Darres e Ishtar. para el final de la historia es asesinado. incluso cuando él está tomando su último aliento, él muestra el deseo de estar con Ishtar y Darres (de ninguna manera romántica). También es uno de los pocos que descubrió que Duzell era el kyawl de Ishtar.
Sharlen
Es el Marqués Vampiro. Ha utilizado la cara y el nombre de su madre como un alias para ocultar su verdadera identidad, mientras se hace pasar por un mortal. Piensa que Ishtar es la reencarnación Phelios. Odia a Duzell porque su madre decidió sacrificarse para vengarse de Duzell ayudando a Phelios.
Vord
Es el hijo menor de la reina Ramia, y el príncipe de La Naan. No es en realidad de La Naan, sino de Razenia. Nació como un gemelo, él es considerado el bien y en Razenia el gemelo más joven es considerado el mal, y como resultado, fue enviado a La Naan. Después de la muerte de su hermano, el rey de Razenia se preguntaba si Vord regresaría, pero ya que él es el favorito de Ramia, no puede resistirse a renunciar a él.
Keld
Es el asesor de Ishtar, y piensa en ella como una hija. Él siempre está tratando de disciplinar a Ishtar, pero nada funciona en ella. También es duro de oído, lo que permite a Ishtar a jugar con él.
Jill
Es uno de los caballeros de Ishtar. Él es un poco tímido y siempre se sorprende por las payasadas de Krai. Él es el cerebro del dúo, y tiene un encanto inocente en él que atrae a las mujeres, y también ayuda a Darres más de lo que Krai lo hace, en lugar de irse a burdeles.
Krai
Es uno de los caballeros de Ishtar. Es algo así como un tonto incompetente, y siempre está metiéndose en problemas. No es muy brillante, y siempre piensa en mujeres. Durante una misión, en lugar de buscar a Ishtar, se dirige a un burdel y en La Naan las mujeres en el castillo se refieren a él como "Krai el conquistador". Sin embargo, su actitud sencilla no le recibe mucha suerte con las damas en el Día de San Valentín, él es el único hombre que no recibe regalos y termina con el corazón roto.

### La Casa Real de La Naan
Reina Ramia
Irascible tía viuda de Ishtar y la reina de La Naan. Ramia está empeñada en conseguirle a uno de sus hijos en el trono por cualquier medio, incluso si esto significa la creación de una lucha de un hijo contra el otro.
Laphiji
Es el segundo hijo mayor de la reina Ramia, y el príncipe de La Naan. A diferencia de sus hermanos, él es muy tranquilo y no suele expresar sus sentimientos. Fue adoptado a una edad temprana, cuando su hermano Seilez nació de su padre adoptivo y una prostituta, y la Reina Ramia decidió que quería adoptar hijos propios. Perteneció a una tribu de mercenarios llamada Shonay, que lo vendió como esclavo.
Seiliez
Es el hijo mayor de la reina Ramia, y el príncipe de La Naan. Él es una persona muy dulce, pero muy frágil emocionalmente y físicamente. Él es la oveja negra de la familia, ya que su madre adoptiva le odia y nunca evita la oportunidad de humillarlo públicamente.
Murra
Es la madre biológica de Seilez, y la amante del que una vez fue el rey de La Naan. Murra parece que estuvo involucrada en secreto con el rey por algún tiempo, y dio a luz a su hijo, que fue criado como hijo de la reina Ramia.

### El Reino de Ci Xeneth
Jened
Es el Señor de Ci Xeneth y el tío de Ishtar. A diferencia de la reina Ramia y la reina Sonia, él es un monstruo psicópata, y como Ramia quiere gobernar Pheliosta.
Illsaide
Es miembro del ejército Ci Xeneth y el guerrero favorito de Jened. Nadie sabe que él es el resultado de un monstruo y un humano, cuando Jened violada una princesa monstruo y el niño había llevado a ser el último guerrero.
Falan
Es princesa de Ci Xeneth. Ella es la mejor amiga de Ishtar y pueden hablar entre sí sobre cualquier cosa. Ella es la primera en notar extrañas acciones de su padre, y se va con Ishtar.
Gorgen
General de personal del Señor Jened. Es duro y estricto, y a menudo cuando Jened pierde la cabeza, él depende de su picardía.
Roy
Es un niño en el ejército Ci Xeneth. Amable pero ingenuo, Roy no es muy hábil en la batalla, lo que le lleva a ser fatalmente herido por un monstruo. Sin embargo, Sharlen lo sanó a cambio de convertirse en su esclavo.

### El Reino de Zi Alda
Leene
Es una mujer egoísta que se molesta cuando descubre que el amor de su vida, Yuujel, está pensando en casarse con Ishtar. Evidentemente, ella creció con Ashley y Yuujel, y fue herida junto con el príncipe desde una edad temprana. Incluso la atraparon en un pacto de suicidio fallido.
Ashley
Es general del ejército Zi Alda. Tranquilo y pasivo, Ashley habla raramente, pero logra cualquier tarea que se proponga hacer. Desde que era niño, él ha estado enamorado de Leene, pero sabía que ella amaba a Yuujel. También es un muy buen amigo de Yuujel. Eventualmente, ella aceptó casarse con él, y él se comprometió a hacerla feliz, a pesar de que ella continuamente estaba irritable con él y muchas veces lo trataba cruelmente. Por otra parte, ella se negó a tener relaciones sexuales con él.
Lucy
Es un viejo amigo de Yuujin y asesor de Ashley. Ella es una mujer sabia fuerte que aparece al principio del manga, hablando en secreto con Yuujin sobre el espejo y aconsejándole sobre qué hacer para proteger a Ishtar, además de pasarle información secreta a él cuando sea necesario.
Sonia
Es el gobernante enfermo de Zi Alda y la madre de Yuujel. Ella es probablemente la tía favorita de Ishtar. Ella es muy amable y gentil, y fue una de los pocos descendientes reales de Phelios casada con un no pariente, que al parecer provocó el malestar social masivo a la vez.

### Villanos de Mil Seii
Lassen
Es el Señor de Mil Seii. Un joven desviado, que planea gobernar Pheliosta de una manera u otra. Él es el villano principal de la historia, y establece los distintos planes y complots para matar a Ishtar y apoderarse del trono.
Sharlen
Es el autoproclamado nuevo rey vampiro. Él es un manipulador, vampiro seductor con una forma misteriosa de sí mismo.
Lailis
Es la amante de Lassen y la reencarnación del antiguo general de Duzell, Rishas. Aunque antiguamente fue un hombre, que se ha reencarnado en una mujer.
Hume
Un caballero pomposo que trabaja para Lassen. Él es muy alegre, pero también muy hábil en la batalla.